# Série mondiale 2008
La Série mondiale 2008 est la 104e série finale des Ligues majeures de baseball. Elle débute le 22 octobre 2008 et oppose les champions de la Ligue nationale, les Phillies de Philadelphie, et les champions de la Ligue américaine, les Rays de Tampa Bay.
Cette série quatre de sept se termine le 29 octobre 2008 par une victoire des Phillies de Philadelphie, quatre parties à une.
C'est dans cette finale que, pour la toute première fois de l'histoire du baseball, un match de Série mondiale a dû être interrompu en raison du mauvais temps et complété sur plusieurs jours. Le cinquième et dernier face-à-face entre les deux équipes a débuté le 27 octobre et s'est terminé deux jours plus tard alors qu'ont été disputées les trois dernières manches qu'il restait à jouer au moment de l'interruption.

## Avantage du terrain
Tel que déterminé par le résultat du match des étoiles du baseball majeur 2008, remporté par les étoiles de la Ligue américaine, 4-3 sur leurs rivaux de la Nationale, les champions de l'Américaine ont bénéficié de l'avantage du terrain pour cette série, c'est-à-dire qu'ils ont été l'équipe hôte des matchs #1 et #2, et auraient été l'équipe locale pour les matchs #6 et #7 s'ils avaient été nécessaires.

## Équipes en présence
Les Phillies de Philadelphie ont remporté en 2008 le championnat de la division Est de la Ligue nationale pour une deuxième année consécutive, avec une fiche de 92 victoires et 70 défaites.
En séries éliminatoires, ils ont vaincu les Brewers de Milwaukee, qualifiés comme meilleurs deuxièmes, trois parties à une lors de la Série de division. En Série de championnat, ils ont été opposés aux Dodgers de Los Angeles, tombeurs des Cubs de Chicago en trois matchs consécutifs au premier tour. Les Phillies l'ont emporté quatre parties à une, pour accéder aux Séries mondiales pour la première fois depuis 1993.
Les Phillies ont participé quatre fois à la finale dans leur histoire avant 2008, et n'avaient remporté que la Série mondiale de 1980.
Dans la Ligue américaine, les Rays de Tampa Bay ont coiffé les Red Sox de Boston au sommet de la division Est, pour mettre fin à leur réputation de risée du baseball en remportant le premier championnat de section de l'histoire de la franchise, après dix saisons médiocres. Les Rays ont écarté les White Sox de Chicago en quatre parties lors des Séries de divisions, alors que les Red Sox disposaient en quatre matchs des Angels de Los Angeles. Les deux rivaux de l'Est se retrouvèrent donc en Série de championnat, et Tampa Bay eut le meilleur dans le maximum de sept parties.
Les Rays participaient aux séries éliminatoires pour la première fois de son histoire en 2008 et prenaient part, conséquemment, à leur première Série mondiale.
Les Rays et les Phillies ne se sont pas affrontés en match interligue durant la saison 2008.

## Déroulement de la Série

### Calendrier des rencontres
| Match | Date          | Visiteur                 | Hôte                     | Score  |
| ----- | ------------- | ------------------------ | ------------------------ | ------ |
| 1     | 22 octobre    | Phillies de Philadelphie | Rays de Tampa Bay        | 3 - 2  |
| 2     | 23 octobre    | Phillies de Philadelphie | Rays de Tampa Bay        | 2 - 4  |
| 3     | 25 octobre    | Rays de Tampa Bay        | Phillies de Philadelphie | 4 - 5  |
| 4     | 26 octobre    | Rays de Tampa Bay        | Phillies de Philadelphie | 2 - 10 |
| 5     | 27-29 octobre | Rays de Tampa Bay        | Phillies de Philadelphie | 3 - 4  |

### Match 1
Mercredi 22 octobre 2008 au Tropicana Field, St. Petersburg, Floride.
| Phillies de Philadelphie | 2 | 0 | 0 | 1 | 0 | 0 | 0 | 0 | 0 | 3 | 8 | 1 |
| Rays de Tampa Bay | 0 | 0 | 0 | 1 | 1 | 0 | 0 | 0 | 0 | 2 | 5 | 1 |
| Lanceurs partants : PHI : Cole Hamels TB : Scott Kazmir Vic. : Cole Hamels (1-0) Déf. : Scott Kazmir (0-1) Sauv. : Brad Lidge (1) HRs : PHI : Chase Utley (1) TB : Carl Crawford (1) |   |   |   |   |   |   |   |   |   |   |   |   |

Dès la première manche, les Phillies de Philadelphie ont refroidi les ardeurs des 40 783 partisans des Rays de Tampa Bay réunis au Tropicana Field de St. Petersburg en prenant les devants 2-0 sur un coup de circuit de Chase Utley contre le lanceur gaucher Scott Kazmir. Carlos Ruiz a porté l'avance des Phillies à 3-0 en quatrième manche en faisant marquer Shane Victorino. Face au joueur par excellence de la Série de championnat de la Ligue nationale, le gaucher Cole Hamels, les Rays ont inscrit un point en 4e sur le circuit de Carl Crawford et un autre en 5e sur le double d'Akinori Iwamura. Hamels a alloué deux points sur cinq coups sûrs en sept manches lancées pour la victoire, avant de céder sa place à Ryan Madson puis Brad Lidge, ce dernier protégeant le gain des Phillies pour son sixième sauvetage depuis le début des éliminatoires 2008. Philadelphie mène la série 1-0.

### Match 2
Jeudi 23 octobre 2008 au Tropicana Field, St. Petersburg, Floride.
| Phillies de Philadelphie | 0 | 0 | 0 | 0 | 0 | 0 | 0 | 1 | 1 | 2 | 9 | 7 |
| Rays de Tampa Bay | 2 | 1 | 0 | 1 | 0 | 0 | 0 | 0 | X | 4 | 7 | 1 |
| Lanceurs partants : PHI : Brett Myers TB : James Shields Vic. : James Shields (1-0) Déf. : Brett Myers (0-1) HRs : PHI : Eric Bruntlett |   |   |   |   |   |   |   |   |   |   |   |   |

James Shields a blanchi les Phillies durant les 5 premières manches et deux tiers de ce match, qui a vu Tampa Bay prendre rapidement les devants. En première manche, Akinori Iwamura a soutiré un but-sur-balles à Brett Myers, avant d'avancer jusqu'au troisième but sur un simple de B.J. Upton et une erreur en défensive du voltigeur de droite Jayson Werth. Les deux coureurs ont marqué sur les retraits à l'avant-champ de Carlos Pena et Evan Longoria. Les Rays ont ajouté des points en 2e sur un simple d'Upton et en 4e sur un amorti de Jason Bartlett. Pour Philadelphie, le frappeur suppléant Eric Bruntlett a frappé un circuit en solo en 8e. Les Phillies ont inscrit un dernier point non-mérité sur une erreur de Longoria en début de 9e. Les Rays l'ont emporté 4-2 pour créer l'égalité 1-1 dans la série.

### Match 3
Samedi 25 octobre 2008 au Citizens Bank Park, Philadelphie, Pennsylvanie.
| Rays de Tampa Bay | 0 | 1 | 0 | 0 | 0 | 0 | 2 | 1 | 0 | 4 | 6 | 1 |
| Phillies de Philadelphie | 1 | 1 | 0 | 0 | 0 | 2 | 0 | 0 | 1 | 5 | 7 | 1 |
| Lanceurs partants : TB : Matt Garza PHI : Jamie Moyer Vic. : J. C. Romero (1-0) Déf. : J.P. Howell (0-1) HRs: PHI : Carlos Ruiz (1), Chase Utley (2), Ryan Howard (1) |   |   |   |   |   |   |   |   |   |   |   |   |

Carlos Ruiz a failli causer la perte des Phillies dans ce second match ponctué de gaffes coûteuses, mais le receveur est venu jouer les héros en fin de neuvième manche. Ruiz et Chase Utley ont produit chacun deux points dans cette victoire de Philadelphie, 5 à 4. 
Utley a fait marquer un premier point en première manche avant de frapper un circuit en solo, sa deuxième longue balle de la série, en 6e manche. Le frappeur qui l'a suivi au bâton, Ryan Howard, a lui aussi envoyé la balle de l'autre côté de la clôture pour faire 4-1 Philadelphie. 
Les Rays sont revenus de l'arrière pour créer l'égalité en 8e manche. Après un simple, B.J. Upton a volé le deuxième puis le troisième but, pour venir marquer sur l'erreur du receveur Ruiz, dont le relai au troisième coussin fut imprécis. En fin de 9e manche cependant, Carlos Ruiz, déjà auteur d'un circuit en solo en 2e manche, a réparé l'erreur qu'il avait commise en 8e. Eric Bruntlett a d'abord atteint les sentiers en étant atteint par un lancer du releveur J.P. Howell. Grant Balfour s'est amené en relève, a commis un mauvais lancer alors que Shane Victorino était au bâton, puis une nouvelle erreur, cette fois du receveur des Rays Dioner Navarro, a permis à Bartlett de filer au troisième. Carlos Ruiz a par la suite produit le point de la victoire grâce à un simple aux dépens de Balfour, mettant un terme au match.

### Match 4
Dimanche 26 octobre 2008 au Citizens Bank Park, Philadelphie, Pennsylvanie.
| Rays de Tampa Bay | 0 | 0 | 0 | 1 | 1 | 0 | 0 | 0 | 0 | 2  | 5  | 2 |
| Phillies de Philadelphie | 1 | 0 | 1 | 3 | 1 | 0 | 0 | 4 | X | 10 | 12 | 1 |
| Lanceurs partants : TB : Andy Sonnanstine PHI : Joe Blanton Vic. : Joe Blanton (1-0) Déf. : Andy Sonnanstine (0-1) HRs : TB : Carl Crawford (2), Eric Hinske (1) PHI : Ryan Howard (2,3), Joe Blanton (1), Jayson Werth (1) |   |   |   |   |   |   |   |   |   |    |    |   |

Ryan Howard a dirigé l'attaque des champions de la Nationale dans ce 4e match à sens unique. Le joueur de premier but des Phillies a frappé trois coups sûrs en quatre, dont deux circuits, et produit 5 points. Jimmy Rollins, le premier frappeur du rôle offensif des Phillies, a aussi bien fait avec 3 coups sûrs en 5, et 3 points marqués. Le lanceur gagnant, Joe Blanton, est devenu le 13e lanceur de l'histoire du baseball à frapper un coup de circuit en série mondiale, et le premier depuis 1974. Il s'agissait d'ailleurs du premier circuit de Blanton dans les majeures, saison régulière et séries éliminatoires confondues. Philadelphie prenait les devants 3 parties à une sur Tampa Bay avec un gain de 10-2 sur les Rays.

### Match 5
Lundi 27 octobre 2008 et mercredi 29 octobre 2008 au Citizens Bank Park, Philadelphie, Pennsylvanie.
| Rays de Tampa Bay | 0 | 0 | 0 | 1 | 0 | 1 | 1 | 0 | 0 | 3 | 10 | 0 |
| Phillies de Philadelphie | 2 | 0 | 0 | 0 | 0 | 1 | 1 | 0 | X | 4 | 8  | 1 |
| Lanceurs partants : TB : Cole Hamels (1-0) PHI : Scott Kazmir (0-1) Vic. : J. C. Romero (2-0) Déf. : J.P. Howell (0-2) Sauv. : Brad Lidge (2) HRs: PHI : Rocco Baldelli (1) |   |   |   |   |   |   |   |   |   |   |    |   |

#### Interruption
Pour la première fois dans l'histoire des Séries mondiales, un match a dû être interrompu en raison du mauvais temps. Le match #5, entrepris le 27 octobre, a été disputé sous la pluie, parfois forte, à Philadelphie. Le commissaire du baseball, Bud Selig, a ordonné que la rencontre soit interrompue et reprise le lendemain, si possible, au moment précis où elle s'est arrêtée, soit en milieu de sixième manche, alors que les Phillies s'apprêtaient à entreprendre leur tour au bâton. Le match, s'il ne pouvait être repris dès le lendemain -ce qui fut le cas- aurait lieu n'importe lequel des jours suivants, selon les instructions du commissaire Selig. Par ailleurs, l'horaire prévu pour la tenue des 6e et 7e parties, si elles avaient été rendues nécessaires par des victoires des Rays, aurait été modifié selon les événements.
Normalement, un match des ligues majeures peut être déclaré terminé avant que les neuf manches aient été jouées, si l'on est au moins en cinquième manche. L'équipe en avance est alors déclarée gagnante. Puisqu'il s'agit d'un match de Série mondiale, Bud Selig avait informé les deux équipes avant le début de la partie que cette règle ne serait pas appliquée et qu'il était hors de question de déclarer un des deux clubs vainqueurs sans que le match ait atteint la 9e manche. Dans ce cas, à Philadelphie, il aurait été de toute façon impossible de recourir à ce règlement pour déclarer un gagnant, puisqu'au moment de l'arrêt de jeu les Rays et les Phillies étaient à égalité 2 à 2.
Les Rays avaient créé l'égalité en inscrivant un point en début de 6e, juste avant l'interruption du match entrepris le 27 octobre. Selon une ancienne règle des ligues majeures, le match aurait été repris un autre jour au début de cette demi-manche et le point inscrit par Tampa Bay invalidé, mais ce règlement avait été modifié en 2006.
Pour la suite du match #5, les gérants des deux équipes -Charlie Manuel des Phillies et Joe Maddon des Rays- avaient plusieurs options quant à leur choix de lanceurs. Maddon avait indiqué qu'il comptait reprendre le jeu avec son releveur Grant Balfour, qui était en poste au moment de l'arrêt de jeu. Manuel, pour sa part, pouvait choisir de ne pas renvoyer au monticule son lanceur partant, Cole Hamels -ce qu'il a fait en le remplaçant au bâton dès le début de le reprise du jeu. Les deux managers pouvaient employer n'importe quel lanceur, de relève ou partant, à condition qu'il n'ait pas déjà été utilisé dans la première partie de ce match. La même règle s'appliquait pour le recours à des frappeurs ou des coureurs suppléants : s'ils avaient été utilisés et retirés du match le 27 octobre, ils ne pouvaient pas revenir pour la conclusion de cette rencontre.

#### Résumé du match

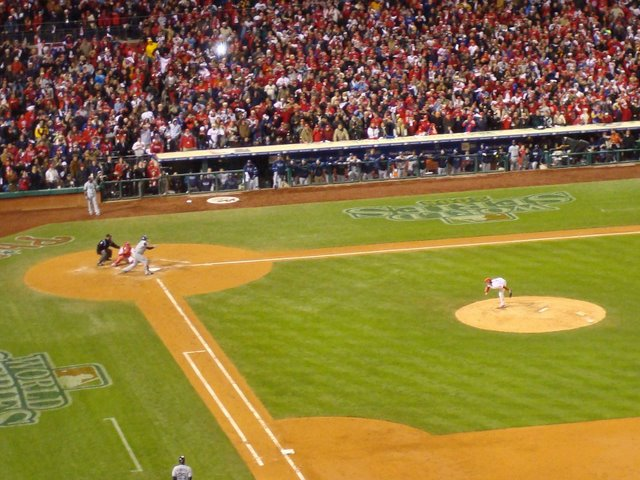
Brad Lidge, des Phillies, retire sur des prises Eric Hinske, des Rays, pour mettre fin à la Série mondiale 2008.

Dans la première partie du match #5, le 27 octobre, les Phillies ont pris les devants 2-0 en première manche. Le partant des Rays, Scott Kazmir, a atteint d'un tir le frappeur Chase Utley, avant d'allouer des buts-sur-balles à Jayson Werth et Pat Burrell. Avec un retrait, Shane Victorino a frappé un simple bon pour deux points.
En 4e manche, les Rays se sont inscrits au pointage alors que Carlos Pena, auteur d'un double, a croisé le marbre sur le simple d'Evan Longoria. Puis en 6e, toujours contre le partant des Phillies, Cole Hamels, et juste avant que le match soit interrompu en raison de la pluie, les Rays ont créé l'égalité 2-2 lorsque B.J. Upton a frappé un simple, volé son quatrième but de la série, puis marqué sur un simple de Carlos Pena.
Le match n'a pu être repris le lendemain, mardi 28 octobre, encore une fois en raison des intempéries. Les deux équipes sont revenues sur le terrain le mercredi soir, 29 octobre, pour reprendre là où ils l'avaient laissé, soit en fin de sixième manche. Les Rays ont ramené au monticule Grant Balfour, qui s'était amené en relève à Scott Kazmir deux jours plus tôt. Le premier frappeur auquel Balfour a fait face ce soir-là, Geoff Jenkins (appelé à frapper à la place du lanceur partant Cole Hamels) a cogné un double et atteint le troisième sur un amorti de Jimmy Rollins. Un coup sûr de Jayson Werth contre Balfour a poussé Jenkins au marbre et procuré une avance de 3-2 à Philadelphie.
En début de 7e, les Rays ont empêché Cole Hamels, retiré de la partie après avoir lancé les six premières manches pour les Phillies le 27 octobre, de devenir le premier lanceur de l'histoire à remporter 5 victoires en 5 départs la même année en séries éliminatoires. Contre le releveur Ryan Madson, Rocco Baldelli a frappé son premier circuit de la série pour niveler la marque 3-3. Mais en fin de 7e, face au lanceur perdant J.P. Howell, les Phillies ont définitivement pris les devants. Pat Burrell a amorcé le tour au bâton des locaux avec un double. Il a été remplacé par un coureur suppléant, Eric Bruntlett, qui a atteint le troisième but sur le retrait à l'avant-champ de Shane Victorino puis marqué sur un simple de Pedro Feliz. Le stoppeur Brad Lidge a retiré les Rays dans l'ordre en neuvième manche pour son deuxième sauvetage de la Série mondiale 2008 et son 7e dans ces séries éliminatoires.
Philadelphie a gagné le match 4-3 et remporté la série quatre parties à une. Il s'agit du second titre de l'histoire de la franchise, qui n'avait auparavant remporté que la Série mondiale de 1980.

## Joueur par excellence
Le jeune lanceur gaucher des Phillies de Philadelphie, Cole Hamels, 24 ans, a été nommé joueur par excellence de la Série mondiale 2008. Hamels a effectué deux départs contre les Rays, entreprenant au monticule les matchs #1 et #5. Sa fiche a été de 1-0 avec une moyenne de points mérités de 2,77. 
Hamels avait précédemment été nommé joueur par excellence de la Série de championnat de la Ligue nationale de baseball 2008. Il est le premier joueur à être nommé joueur par excellence en Série de championnat et en Série mondiale la même année depuis Liván Hernández, en 1997 avec les Marlins de la Floride. Il est le 5e joueur à réussir pareil exploit.
En séries éliminatoires 2008, Hamels a présenté un dossier de 4-0 en cinq départs. Aucun lanceur partant n'a été crédité de la décision gagnante lors de cinq départs en séries d'après-saison. Randy Johnson avait remporté cinq victoires pour les Diamondbacks de l'Arizona lors des séries 2001, mais quatre comme partant et une comme releveur. Francisco Rodriguez avait quant à lui remporté cinq victoires en relève pour les Angels d'Anaheim en 2002.

## Autres
- Avec sept victoires en autant de matchs à Philadelphie lors des éliminatoires 2008, les Phillies devinrent la 9e équipe de l'histoire à remporter tous ses matchs à domicile en séries depuis la création des Séries de championnats en 1969[7].